# Dobra Sela
Dobra Sela (en serbe cyrillique : Добра Села) est un village du centre-ouest du Monténégro, dans la municipalité de Šavnik.

## Démographie

### Évolution historique de la population
| 1948 | 1953 | 1961 | 1971 | 1981 | 1991 | 2003 |
| ---- | ---- | ---- | ---- | ---- | ---- | ---- |
| 209  | 229  | 222  | 182  | 158  | 134  | 154  |